# آآ نروسا
آآ نروسا (نام علمی: Aa nervosa) نام یک گونه از سرده آآ است.